# Adobo filipino
Adobo filipino (do espanhol adobar: "marinada", "molho" ou "tempero" /  tagalo: [ɐdobo]) é um prato filipino popular e processo de cozimento na culinária filipina que envolve carne, frutos do mar ou vegetais marinados em vinagre, molho de soja, alho, folhas de louro e pimenta preta, que é dourado em óleo e fervido na marinada. Ocasionalmente, foi considerado o prato nacional não oficial das Filipinas.  

## História
O método de cozimento do adobo filipino é originário do país. Os vários povos pré-coloniais das Filipinas costumavam cozinhar ou preparar seus alimentos com vinagre e sal para preservá-los no clima tropical. O vinagre, em particular, é um dos ingredientes mais importantes da culinária filipina, sendo os principais tipos tradicionais o de coco, de cana, a palmeira nipa e a palmeira kaong. Todos eles estão ligados à fermentação alcoólica tradicional.   

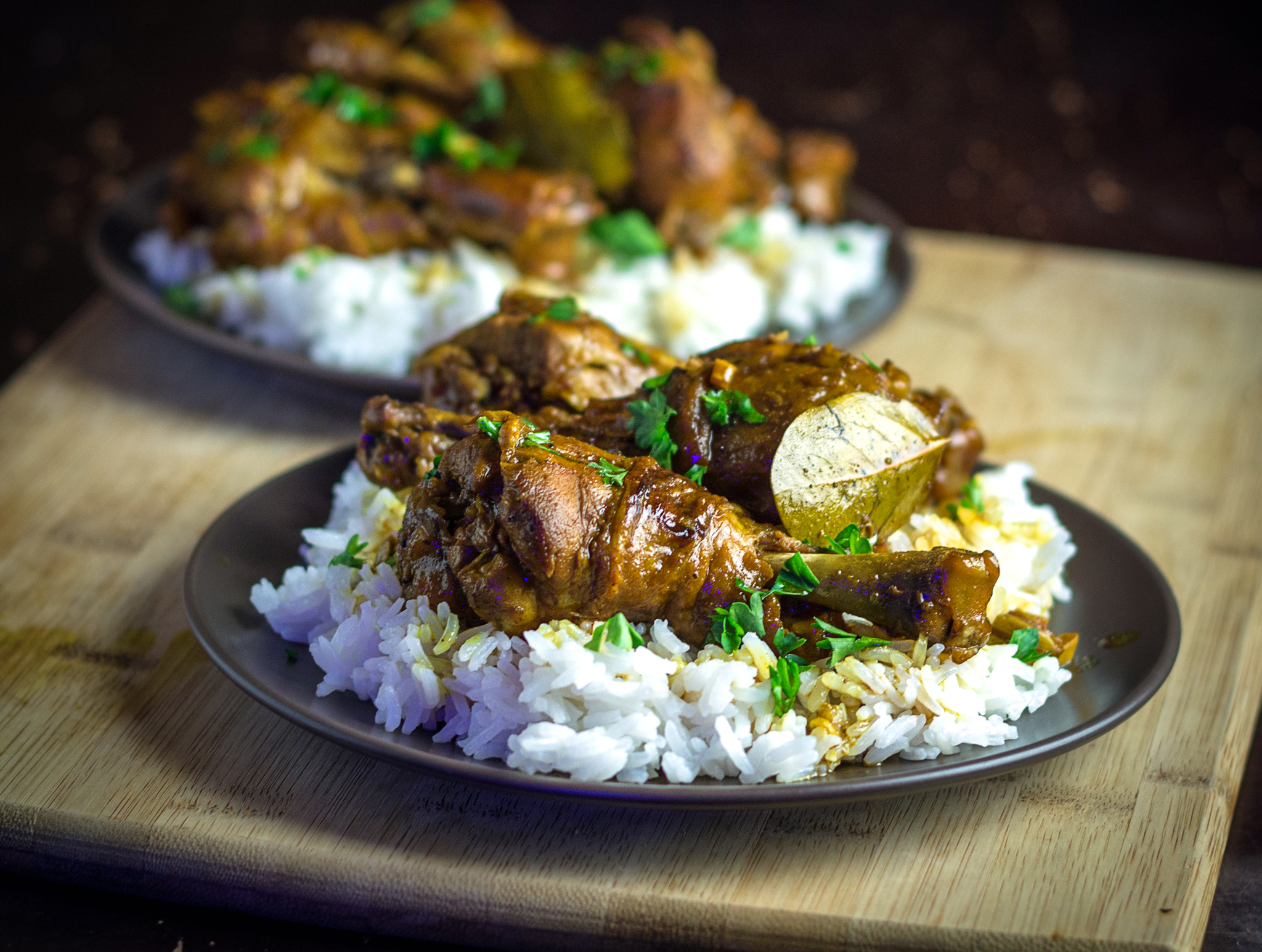
Adobo de frango com arroz branco

## Descrição
Embora o prato adobo e o processo de cozimento na culinária filipina e a descrição geral do adobo na culinária espanhola compartilhem características semelhantes, eles se referem a coisas diferentes com diferentes raízes culturais.  Ao contrário do adobo espanhol e latino-americano, os ingredientes principais do adobo filipino são ingredientes nativos do Sudeste Asiático, nomeadamente vinagre (feito de seiva de palma ou cana-de-açúcar), molho de soja (originalmente sal), pimenta preta e folhas de louro (tradicionalmente Cinnamomum tamala e espécies relacionadas; mas nos tempos modernos, geralmente Laurus nobilis). Tradicionalmente, não usa pimenta, páprica, orégano ou tomate. Sua única semelhança com o adobo espanhol e latino-americano é o uso primário de vinagre e alho.   

## Na cultura popular
Em 15 de março de 2023, o Doodle do Google lançou um doodle Philippine Adobo. 